# Bulbophyllum morenoi
Bulbophyllum morenoi är en orkidéart som beskrevs av Dodson och Roberto Vásquez. Bulbophyllum morenoi ingår i släktet Bulbophyllum och familjen orkidéer. Inga underarter finns listade i Catalogue of Life.